# Hari Nef

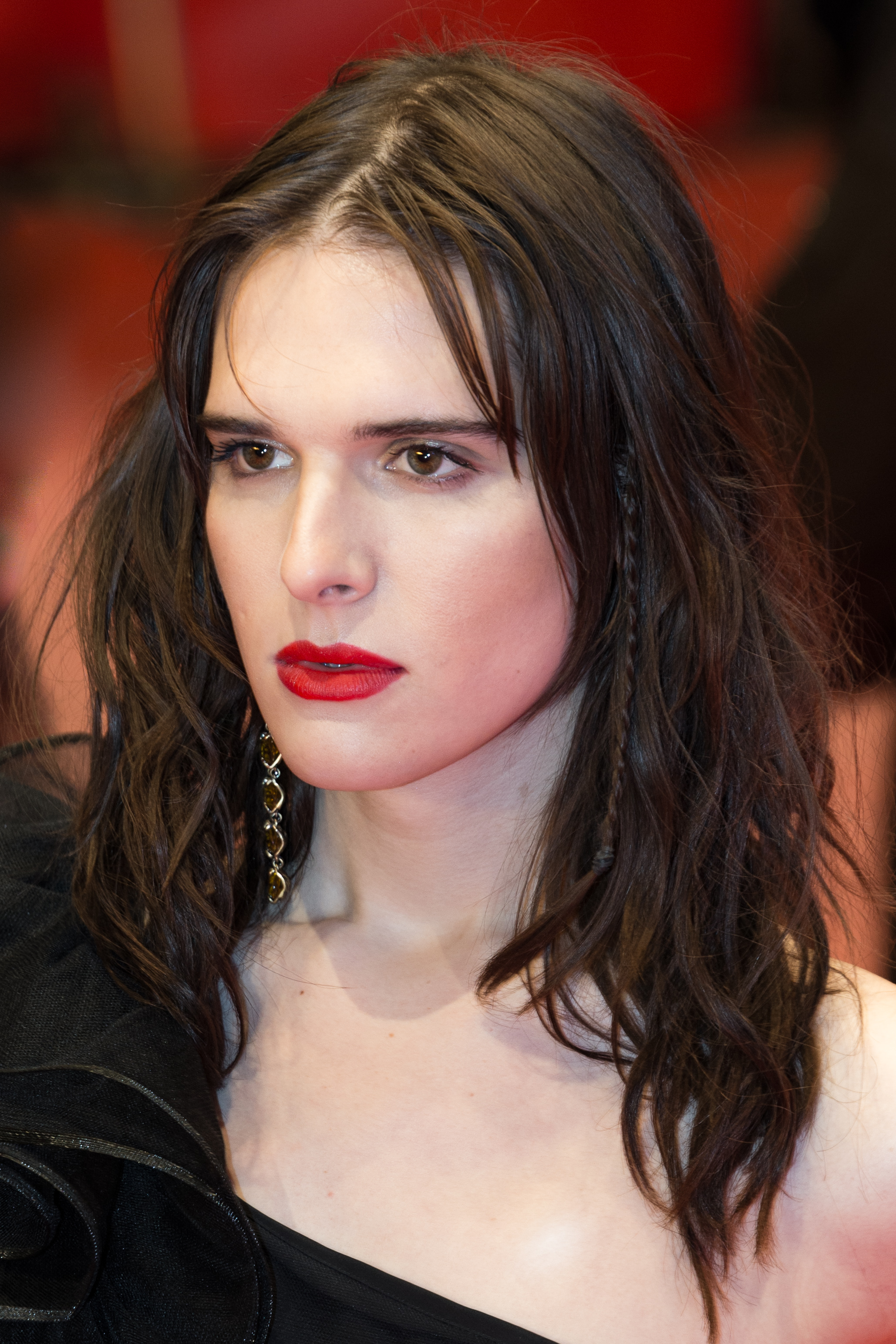
Hari Nef bei den Internationalen Filmfestspielen Berlin 2017

Hari Nef (geboren 21. Oktober 1992 in Philadelphia, Pennsylvania) ist ein US-amerikanisches Model, Schauspielerin und freie Redakteurin, die in Los Angeles lebt. Sie gab ihr Debüt auf der New York Fashion Week 2014. 2016 wurde sie international bekannt, da sie als erste trans Frau auf dem Titelbild einer großen britischen Zeitschrift abgebildet war.

## Leben
Nef wurde in Philadelphia als Sohn eines führenden Angestellten einer Werbeagentur und einer Hausfrau im US-Bundesstaat Pennsylvania geboren. Als sie zwei Jahre alt war, ließen sich ihre Eltern scheiden, weshalb sie mit ihrer Mutter nach Newton in Massachusetts zog und dort auch aufwuchs.
Nach ihrem High-School-Abschluss schrieb sich Nef 2011 an der Columbia University ein, die sie 2015 als Mitglied des entsprechenden Kurses mit einem Diplom in Theaterwissenschaften abschloss. Kurz nach dem Anfang ihrer Model-Karriere unterzog sich Nef einer geschlechtsangleichenden Maßnahme.

## Karriere

### Journalistin
Nef ist gelegentlich als freischaffende Journalistin tätig. Artikel von ihr erschienen unter anderem in der Lifestylezeitschrift Vice und dem Kunstmagazin Artforum. Sie veröffentlichte beispielsweise eine Retrospektive über den US-amerikanischen Regisseur John Waters und eine Rezension zur spanischen Fernsehserie Veneno über die trans Künstlerin La Veneno. Zudem hatte sie in der Vergangenheit eine regelmäßige Kolumne in der Erotik-Publikation Adult.

### Model
2014 war Nef erstmals auf einem Mode-Titelblatt im Frische Magazine zu sehen. Im selben Jahr platzierte das britische Magazin Dazed sie auf den 68. Platz der 100 Personen, die nach Ansicht des Blatts Stil und Jugend-Kultur neu definierten. Nef war auch kurzzeitig auf dem ersten Platz der Leserwahl Dazed Readers 100. Des Weiteren erschienen Fotos von ihr in den Bilder-Serien zweier Herbstausgaben der Vice.
Ebenfalls im Jahr 2014 lief Nef im März auf der New York Fashion Week für verschiedene Häuser erstmals über den Laufsteg. Im Mai wurde sie von IMG Models als erste trans Person unter Vertrag genommen. Im November nahm The Forward sie in die Liste der 50 einflussreichsten US-amerikanischen Juden auf.
Im September 2016 veröffentlichte die britische Version der Elle Sonder-Titelbilder für Sammlerausgaben ihres Magazins. Auf einem dieser Cover war auch Nef abgebildet. Damit ist sie die erste trans Frau, deren Foto auf dem Titelblatt einer großen kommerziellen britischen Zeitschrift abgedruckt war.
Im Herbst 2022 präsentierte Nef bei der New York Fashion Week mehrere Frühlings- und Sommerkollektionen des nachfolgenden Jahres.

### Schauspielerin
Im Dezember 2015 gab Nef ihr professionelles Schauspieldebüt als wiederkehrende Nebenfigur Gittel in der zweiten Staffel der Prime-Video-Produktion Transparent. Zuvor hatte sie im August desselben Jahres im Musikvideo There is Nothing Left der Band The Drums einen kleinen Auftritt. Nef kam durch ihre Bekanntschaft mit Joey Soloway zu der Rolle. Soloway erdachte die Serie und lernte Nef in deren Jugend kennen. Einige Jahre darauf trafen sie sich in den sozialen Medien sowie auf einer Feier der LGBT-Organisation PFLAG wieder, worauf Soloway die Rolle in die Serie miteinbaute und Nef als Darstellerin vorsah. Gittel ist eine verstorbene Tante der Hauptfigur, lebte als trans Frau in der Weimarer Republik und wurde später im Holocaust ermordet. Nef erhielt 2016 gemeinsam mit den anderen Darstellern eine Nominierung für den Screen Actors Guild Award in der Kategorie Bestes Schauspielensemble in einer Comedyserie.
Im Januar 2017 war Nef neben Blake Lively, Lara Stone und ihrer chinesischen Kollegin Xiao Wen Ju in einem Werbespot für L’Oréal zu sehen. Im Folgejahr spielte sie eine der Hauptrollen im Spielfilm Assassination Nation über eine Stadt, die nach der Veröffentlichung der persönlichen Geheimnisse einiger Bewohner im Chaos versinkt, sowie die Nebenfigur Blythe in der ersten Staffel der Netflix-Serie You – Du wirst mich lieben. Ebenfalls 2018 war Nef in ihrer ersten Theaterrolle zu sehen. Sie verkörperte Off-Broadway am Pershing Square Signature Center in New York in Daddy, das von einer Liebesbeziehung zwischen einem Künstler und einem Kunstsammler handelt, die Galeristin Alessia.
2022 spielte Nef im Film 1Up über ein rein weiblichen E-Sport-Team eine der Protagonistinnen. Im selben Jahr wurde sie als Hauptdarstellerin in einem geplanten Biopic über die für ihre Rollen in Andy-Warhol-Produktionen bekannte Schauspielerin Candy Darling verpflichtet. Zudem verkörperte sie im Dezember am Polonsky Shakespeare Center in Brooklyn im Stück Des Moines von Denis Johnson die Hauptfigur Jimmy.
2023 war Nef in der HBO-Serie The Idol von Sam Levinson, mit dem sie bereits für Assassination Nation zusammenarbeitete, in der wiederkehrenden Nebenrolle einer fiktiven Vanity Fair-Reporterin zu sehen. Zudem wurde sie im selben Jahr im Film Barbie als Dr. Barbie besetzt und spielte in einer Adaption von Die Möwe am Pershing Square Signature Center.

## Filmografie (Auswahl)
- 2013: Hellaware
- 2015: Transparent (Fernsehserie, 5 Episoden)
- 2018: Mapplethorpe
- 2018: Assassination Nation
- 2018: You – Du wirst mich lieben (Fernsehserie, 4 Episoden)
- 2022: And Just Like That … (Fernsehserie, Episode 1x10)
- 2022: 1Up
- 2022: The Marvelous Mrs. Maisel (Fernsehserie, Episode 4x6)
- 2023: The Idol (Fernsehserie, 5 Episoden)
- 2023: Barbie